# 新马来人
新马来人一词来自于马来西亚第四任首相马哈迪·莫哈末在1991年巫统年度代表大会演讲中对塑造新一代马来人的谈话。关于其源起的动机，学界有不同的看法。陈允中认为新马来人乃为了合理化新经济政策得势派 ——马来官僚资产阶级或马来资本家的势力继续支配巫统，以最终接管国家机器的正当性。曾庆豹和丘光耀则认为新马来人主张的出现就是将马哈迪在1991年提出的“2020年宏愿”计划里头所倡导的“马来西亚国族”之构造加以模糊化，以一个由新马来人支配的新兴国族取而代之，来疏解马来民族主义者对马来支配不再的疑虑。

## 新马来人价值观作为个体的实践
在马来伊斯兰学者方面，Faisal Othman认为新马来人在2020年宏愿的具体领导下，挣脱穆斯林落后与无知的旧形象，要证明伊斯兰教义赋予了穆斯林的成功是可能的。而作为现代的穆斯林，是可以懂得作科学思考、理性判断和认真，虔诚追随伊斯兰教义价值理想的人。
曾任伊斯兰青年团主席的西迪克·法吉尔认为新马来人是为再伊斯兰化的马来人，他说：“经过伊斯兰化而蜕变的新马来人是具备了唯独对上敬畏、节守信仰教条及完全忠心且在精神上独立自主的马来人，一个因其信仰而成为社群中的最好信徒而引以为荣的马来人：一个明了生与死意义而视之为力求卓越表现的竞争力的马来人，更是一个具备了奋斗精神的马来斗士，勇于面对一切的挑战并以其对真主忠贞的精神支取精神力量以体验及避免背逆上苍。因此新马来人的首要精神气质是以宗教徒或穆斯林的身份和内涵显现的。”
在马来政治领袖方面，巫统副主席兼前雪兰莪州务大臣莫哈末泰益认为新马来人是将旧马来人的不良特质一自卑感（Inferiority）、依赖（Dependency）和负面的封建信仰（Negative Feudalistic Beliefs）加以根除的族群，且具备完整的伊斯兰价值观与积极进取和求知的态度，以及包容宽厚等的人文素养。此外，马哈迪·莫哈末也认为新马来人是“拥有可以顺应时代变迁的文化，他们准备面对各种挑战，他们可以在没有援助下与人竞争，他们受过教育，有知识，是尖端的、忠实的、有纪律的，可信赖的和有效率的。”；“可以控制不良的欲望，对宗教有高度虔诚的信仰，可以自我实现目标的，有纪律的，并且了解到上苍只肯帮助肯努力进取和认真工作以及掌握有用知识的人，以及能将汽车交付阿拉保护之前先将车子锁好的人。”
根据曾庆豹对新马来人内涵的深入分析，作为新马来人所实践的伊斯兰价值观，具有以下几种特质：其一为选民（bangsa pilihan），作为马来人和作为穆斯林的“本体同一”是不容置疑，即建立新马来人的运动的精神驱力必须是源自于伊斯兰复兴的价值观与意识形态，从而达到优秀穆斯林的境况；其二为圣战（Jihad），圣战本意为传播阿拉的信仰或创造美好的生活而奋斗，而“发展新马来人的力量最终还是为了伊斯兰世界的共同利益”，是故其过程亦为圣战；其三为现代主义，利用调适性和理性化的诠释方式（Usulal-Figh）来让马来穆斯林融入现代生活体制，使其能拥抱资本主义，即以宽松的尺度来作理性推断和以相对主义（relativism）来实践伊斯兰规范（Syariat）。 其四为乌玛（Ummah），建立一个以新马来人为领导的穆斯林社会，让新马来人成为穆斯林的模范，其五为历史哲学，即对伊斯兰辉煌历史和马六甲王朝的乡愁，是故宗教给“新马来人”实践的动力，历史则给马来人乌托邦的理想，两者铺成他们内在的“文化自信”。